# Voda pro slony
Voda pro slony je román kanadské autorky Sary Gruenové. Jde o příběh třiadvacetiletého studenta veterinárního lékařství Jacoba Jankowského na pozadí americké hospodářské krize ve 30. letech dvacátého století. Příběh je retrospektivně vyprávěn devadesátiletým Jacobem, toho času obyvatelem domova důchodců.

## Děj
Jacob přichází po smrti rodičů o všechen majetek a ve svém stavu není schopen složit závěrečné zkoušky. Dostává se do pojízdného cirkusu Benzini, jehož ansámbl tvoří 500 lidí. Poznává drsné prostředí cirkusu a jeho konkurence a zamiluje se do manželky ředitele cirkusu, krasojezdkyně Marleny. Pracovní podmínky dělníků nejsou u cirkusu nijak dobré. Měsíce nedostávají výplatu a občas jsou někteří z nich v noci vyhozeni z jedoucího cirkusového vlaku. Cirkus se přiživuje na zbankrotované konkurenci, a tak se sem dostává slonice Rose. Jacob se stará o zvířata a zároveň se snaží pomoci i lidem. Spolu se svým spolubydlícím, trpaslíkem Walterem, přijme zodpovědnost za Velblouda, který vinou špatného alkoholu, kterého je v době prohibice všude pomálu, částečně ochrne.
Marlena není k Jacobovým citům chladná, ale ctí manželský svazek s Augustem. Všichni společně připravují vystoupení s Rose. Během drezury ale Jacob zjišťuje, že August má násilnické sklony, jejichž obětí se nedlouho poté stane i Marlena. Ta od manžela odejde a stráví noc s Jacobem, ale jejich situace je neúnosná. Jacob se s Augustem ošklivě porve. Když se jemu i Marleně August omlouvá, Jacob zjišťuje, že August trpí paranoidní schizofrenií. V zoufalství se plazí po střeše jedoucího vlaku, aby Augusta zabil, ale nedokáže to. Když se vrací do svého vagónu, zjišťuje, že Walter i Velbloud byli z vlaku vyhozeni. Příběh vrcholí v průběhu představení, kdy se celý zvěřinec splaší a vtrhne do šapitó plného lidí. V tu chvíli využije Rose situace a železným sloupkem, ke kterému je přivázaná, rozrazí lebku svému krutému krotiteli Augustovi. Během neštěstí se ztratí i majitel cirkusu velkej Al, a tak cirkus Benzini končí. Marlena vydává drezírované koně za své, stejně tak jako si Jacob přivlastní slonici Rose, a společně přecházejí k cirkusu Ringling, svému největšímu dosavadnímu konkurentovi. Jacob dokončí veterinární zkoušky, s Marlenou se vezmou a mají spolu pět dětí.
Devadesátiletý Jacob se poté, co ho příbuzní nevzali do cirkusu, který přijel do města, do něj vlastními silami došourá a vypráví svůj příběh jeho řediteli. Tomu se Jacoba zželí, kryje ho před personálem domova i policií a nechává jej ve svém cirkuse prodávat lístky.